# Mètode CFOP
El Mètode CFOP (Cross ― F2L ― OLL ― PLL), de vegades conegut també com a mètode Fridrich, és un dels mètodes més utilitzats en speedcubing per al cub de Rubik de 3x3x3. Aquest mètode es va desenvolupar a principis dels anys 80 combinant innovacions de diversos cubers. Generalment, s'ha donat crèdit a la txeca Jessica Fridrich per popularitzar el mètode per mitjà de la publicació en línia l'any 1997.
El mètode funciona amb un sistema de capa per capa. Normalment es resol primer la creu de la part inferior, es resolen posteriorment les dues primeres capes (F2L), s'orienta l'última capa (OLL) i finalment es permuta l'última capa (PLL). Una simplicació, anomenada en anglès two-look OLL/PLL, fa el mètode un pèl més lent és fer les etapes OLL i PLL en dos passos. Això implica haver de memoritzar força menys algoritmes, especialment en l'etapa OLL.

## Història
Els mètodes bàsics de capa per capa van ser els primers en sorgir a principis dels anys 80, quan el cub es va posar de moda. L'any 1980, David Singmaster va publicar una solució basada en el mètode de capa per capa que proposava l'ús de la creu.
La innovació principal del mètode CFOP respecte el mètode de principiants és l'ús de l'F2L, que resol les dues primeres capes alhora. Jessica Fridrich no es va inventar aquest pas. Segons un informe de David Singmaster durant el campionat del món de 1982, Fridrich feia servir un mètode bàsic de capes, mentre que el competidor holandès, Guus Razoux Schultz, tenia un sistema F2L primitiu.
Els passos de l'última capa (OLL i PLL) consisteixen en orientar primer les peces de l'última capa i permutar-les després a les seves posicions correctes. Hans Dockhorn i Anneke Treep van proposar aquest pas.
Fridrich es va canviar a l'F2L més endavant, el 1987. La seva contribució principal al mètode va ser el desenvolupament dels algoritmes d'OLL i PLL, que permetien resoldre qualsevol posició de l'última capa en dos algoritmes i era significativament més ràpid que els sistemes anteriors de capa per capa.

## El mètode

Creu resolta. (Vista inferior)

Primeres dues capes (F2L) resoltes

Orientació de l'última capa (OLL) feta

El mètode consisteix en quatre fases:
- La creu - Aquesta primera fase consisteix en resoldre quatre arestes en una capa externa del puzle i col·locarles al voltant d'una peça central del mateix color. Històricament, els tutorials ensenyaven a resoldre primer la cara blanca i per això aquesta pràctica s'ha tornat comuna. Això no obstant, els nous speedcubers utilitzen freqüentment el 'color neutral', que consisteix en començar a resoldre el cub amb el color més favorable. Aquest és el pas més intuitiu de la resolució però és també molt ràpid; els speedcubers experimentats necessiten entre 0.5 i 2 segons per resoldre la creu i en qualsevol dels casos fan falta 8 moviments o menys per resoldre-la.
- Resolució de les dues primeres capes (F2L) - Aquesta fase consumeix la major part del temps de resolució, ja que és la que necessita més moviments per resoldre-la. En la majoria de mètodes de principiants, els vèrtexs del cub i les arestes es resolen per separat. En l'F2L, tant els vèrtexs com les arestes es resolen alhora, fet que permet reduir el nombre de moviments necessaris. Hi ha 42 casos estàndard possibles, diferents per a cada parell vèrtex-aresta; són 41 més el cas on el parell ja està en l'estat resolt. Això no obstant, la majoria de cubers resolen aquesta fase intuïtivament.
- Orientació de l'última capa (OLL) - Aquesta fase consisteix en manipular la capa superior perquè totes les peces de l'última capa tinguin el mateix color al damunt. Aquesta fase té un total de 57 algoritmes. Ja que conté un gran nombre d'algoritmes, molts speedcubers que estan començant a aprendre OLL fan servir el subconjunt anomenat "two-look OLL", que completa les peces d'aresta i vèrtex de la capa superior per separat i fa servir un dels tres casos possibles per a les arestes i un dels set casos possibles per als vèrtexs.
- Permutació de l'última capa (PLL) - La fase final consisteix en moure les peces de la capa superior sense canviar-ne l'orientació. Aquesta fase té un total de 21 algoritmes. Es distingeixen per noms de lletres, que es basen normalment en l'aparença que tenen i s'ajuden de fletxes que representen quines peces s'intercanvien (p. ex. permutació tipus A, permutació tipus F, permutació tipus T, etc.). El "two-look PLL" resol les arestes i els vèrtexs per separat. Fa servir cinc algoritmes; quatre per permutar arestes i un per permutar vèrtexs. De nou, el mètode "two-look" és útil per a gent que no vol aprendre's una gran quantitat d'algoritmes.

## Ús en competicions
La majoria d'speedcubers, inclosos Rowe Hessler, Mats Valk i Feliks Zemdegs fan servir el mètode CFOP. El mètode CFOP és un dels mètodes preferits en speedcubing perquè és molt dependent en l'algorisme, contràriament a altres mètodes més intuïtius com el mètode Roux o el mètode Petrus. Com que no és intuïtiu, obliga a dependre del reconeixement de patrons i de la memòria muscular a qui resol el cub. La major part dels millors speedcubers al rànquing de la WCA fan servir CFOP.

## Ineficiència
A causa de la naturalesa basada en algorismes mencionada anteriorment, el mètode CFOP es mostra més aviat ineficient en l'escala de l'Algorisme diví. Per exemple, en una prova estadística a cegues que inclou 10 resolucions (un nombre excessiu respecte les típiques 5 resolucions en competició), les resolucions amb CFOP de barreges de 10 o 20 moviments no es diferencien significativament en el temps. Aquest resultat implica que el mètode CFOP té un rendiment pobre comparat amb l'Algorisme diví, ja que, donat el cas de fer-lo servir per resoldre les barreges anteriors, necessitaria un nombre notablement inferior de moviments i, per tant, menys temps per a una barreja de 10 moviments respecte una de 20 (ja que la primera té necessàriament un Algorisme diví que resol el cub en 10 moviments i la segona en té un altre de màxim 20 moviments i, molt probablement, una de més de 10 moviments i menys de 20). En resum, el rigor algorísmic i determinista del mètode CFOP que el fan, d'una banda, tan potent com a mètode d'speedcubing el fan, d'altra banda, carent d'un enfocament matisat en diferents barreges.